# LAG Nr. 674 bis 677
Die Elektrotriebwagen mit den Bahnnummern 674 bis 677 der Lokalbahn AG (LAG) waren die ersten elektrischen Triebfahrzeuge, die auf der Ammergaubahn in Oberbayern eingesetzt wurden. Die Ende 1904 gelieferten und ab Januar 1905 eingesetzten Fahrzeuge eröffneten den elektrischen Betrieb auf der Strecke, die dafür kurz zuvor von Drehstrom auf Einphasenwechselstrom umgestellt worden war. Die erste Lokomotive der bekannten späteren Baureihe E 69 kam erst im Februar 1905 dazu.
Wegen ihrer schlechten Laufeigenschaften wurden die Triebwagen 1919 ausgemustert. Zu diesem Zeitpunkt waren bereits drei E 69 im Einsatz.

## Geschichte

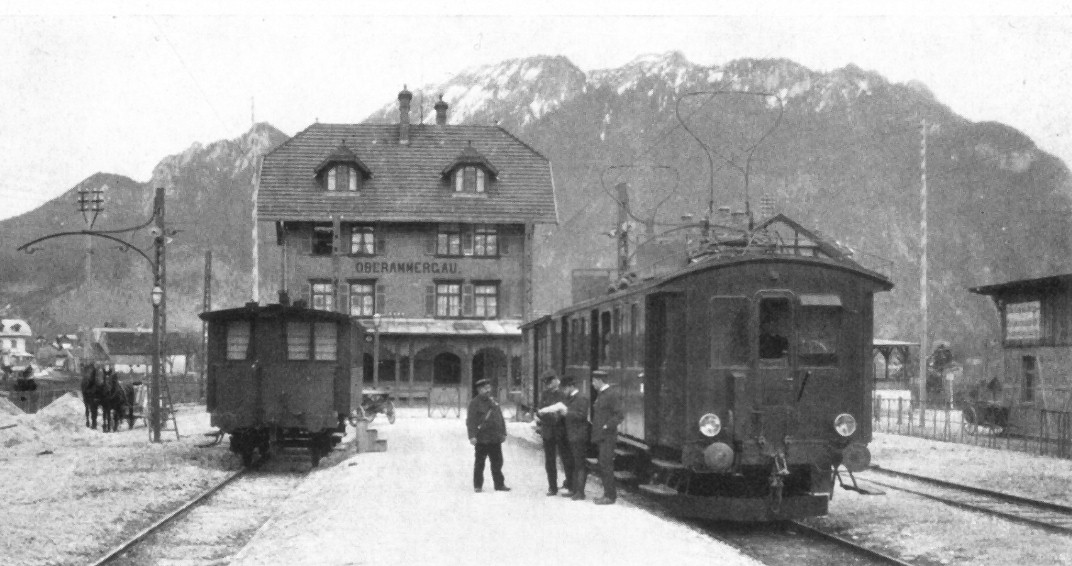
Ein Winterwagen im Frühjahr 1905 im Bahnhof Oberammergau

Aufgrund des erwarteten Wassermangels in den niederschlagsärmeren Wintermonaten ging man von einer verminderten Turbinenleistung des Wasserkraftwerks Kammerl aus. Die vorhandene Leistung musste trotzdem für zwei gleichzeitig auf der Strecke fahrende Züge ausreichen, um das vorgesehene Fahrplankonzept durchführen zu können. Um mit der vorhandenen Leistung von maximal 200 PS pro Triebwagen weitere Personen- oder Güterwagen befördern zu können, mussten die Triebwagen möglichst leicht gebaut werden. Da die elektrische Ausrüstung der Triebwagen durch die Wechselstromausrüstung mit Transformator mit etwa 11,7 Tonnen zu schwer für einen zweiachsigen Triebwagen gewesen wäre, musste man sich zwischen einer dreiachsigen Bauweise und einer vierachsigen mit zwei Drehgestellen entscheiden. Das Fahrzeug mit Drehgestelle wäre um etwa 10 Tonnen schwerer gewesen, was die beförderbare Anhängelast reduziert hätte, obwohl wegen der kurvenreichen Strecke Drehgestelle günstiger gewesen wären. Man entschied sich trotzdem für dreiachsige Triebwagen mit der Achsfolge A'1'A', die von MAN und Siemens-Schuckert gebaut wurden – wohl auch weil die dreiachsigen Triebwagen günstiger beschafft werden konnten.
Die Triebwagen wurden nach wenigen Monaten Bauzeit am 23. September 1904 geliefert und anschließend ab November 1904 erprobt. Bei den anschließenden Messfahrten bestätigte sich der hohe Wirkungsgrad von 71 % des Einphasenwechselstrom-Systems.
Die LAG nahm den planmäßigen Betrieb zum 1. Januar 1905 auf der Strecke auf; der komplette Fahrplan wurde jedoch erst ab dem 24. Januar 1905 gefahren. Da sich der Güterverkehr erfreulich entwickelte und man sich durch eine Lokomotive Vorteile erhoffte, wurde bereits im Juli 1905 eine Lokomotive bestellt, damit für den Güterzugdienst nicht mehr zusätzlich eine Dampflokomotive vorgehalten werden musste.
Nachdem 1909 und 1912 weitere Lokomotiven in Betrieb genommen worden waren und nach dem Ersten Weltkrieg die Verkehrsleistung gesunken war, entschied sich die LAG, die vier Triebwagen auszumustern.

## Technische Beschreibung

### Aufbau
Die Triebwagen wiesen zwei angetriebene Lenkachsen und eine seitlich verschiebbare Mittelachse auf. Die Leistung der Triebwagen erlaubte das Mitführen mehrerer Personen- oder Güterwagen; die Anhängelast bei 30 Promille Steigung lag bei 25 Tonnen.
Je zwei Triebwagen waren als so genannte Sommer- und Winterwagen ausgestattet, was sich aus unterschiedlichen betrieblichen Anforderungen in den beiden Halbjahren ergab. Die Sommerwagen (Nr. 674 und 675) hatten 30 Sitzplätze in der 3. Klasse und 16 Plätze in der 2. Klasse sowie eine Toilette. Die Winterwagen (Nr. 676 und 677) verfügten über nur 20 Sitzplätze in der 3. und 8 Plätze in der 2. Klasse, besaßen dafür aber ein Postabteil sowie einen Raum für Gepäck und leichtes Stückgut. Hinter dem Führerstand ist die Gepäckraumtür angeordnet.
In den Führerständen waren das Handrad zur Betätigung des Stufenschalters, der Fahrtrichtungshebel, der Hebel zur Betätigung der Stromabnehmer, das Führerbremsventil, die Handbremse und ein Schalter für die Fahrt in den Wagenhallen angebracht. Ein Manometer und ein Amperemeter für den Motorstrom vervollständigen die Ausrüstung.

### Elektrische Ausrüstung

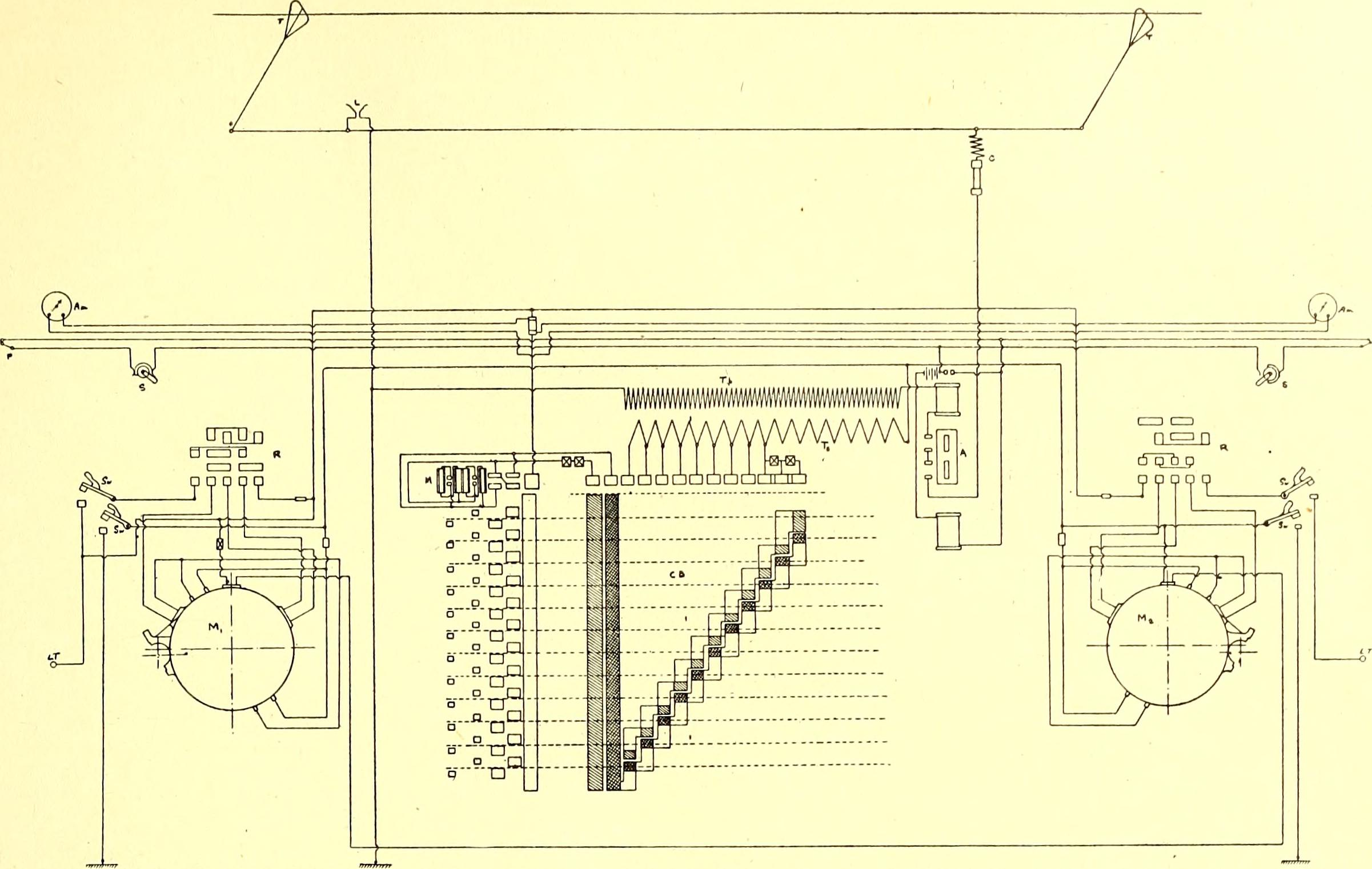
Schema des Hauptstromkreises

Die zwei Lyra-Stromabnehmer wurden durch Federn und Druckluftzylinder gleichzeitig angehoben. Über die auf Porzellanisolatoren montierte Hochspannungsleitung, ein auf dem Dach angeordnetes Starkstromrelais und eine Schmelzsicherung wurde der Strom durch ein geerdetes Messingrohr zum Hochspannungsausschalter und Transformator unter dem Wagen geführt. Der Transformator wies auf der Sekundärseite 8 Anzapfungen auf, mit einer Spannung von 130 bis 260 Volt und Spannungssprüngen von je ungefähr 17,5 Volt. Eine Schaltwalze bewirkte die Umschaltung zwischen den Transformator-Anzapfungen, welche über einen Kettenantrieb von den Handrädern in den Führerständen betätigt wurde. Durch Aufschalten der ersten Fahrstufe wurde mithilfe eines mechanischen Mitnehmers der Hochspannungsausschalter eingeklinkt. Dieser konnte entweder wieder durch die Welle der Schaltwalze oder durch einen Gleichstrommagneten ausgeschaltet werden. Der Magnet wurde entweder, bei einer zu großen Stromaufnahme des Fahrzeugs, durch das Starkstromrelais oder durch einen Schalter im Führerstand betätigt.
Durch eine seitlich angebrachte Fahrleitung mit einer Spannung von 150 Volt und einen tragbaren Stromabnehmer konnten die Fahrzeuge in den Wagenhallen bewegt werden. Unterflur angeordnete Batterien versorgten die Beleuchtung der Fahrzeuge mit elektrischer Energie. Zur Erzeugung der Druckluft für die Bremse diente ein achsgetriebener Kompressor. Mithilfe einer Handluftpumpe konnten die Stromabnehmer vor der ersten Fahrt gehoben werden.